# Dirty Diana
《Dirty Diana》是一首由美国歌手迈克尔·杰克逊演唱的歌曲，為他第七张录音室专辑《Bad》里的第七首曲目。此曲由史诗唱片在1988年4月18日作为专辑里的第五支单曲发行。《Dirty Diana》由杰克逊编写，並由昆西·琼斯和杰克逊共同制作完成。歌词与追星族有关。这首歌使用了和他之前一张专辑《Thriller》中的《Beat It》类似的重金属风格，其中的吉他独奏是由史蒂夫·史蒂文斯演奏的。

## 歌曲介紹

### 背景與組成
《Dirty Diana》是杰克逊职业生涯暨《Beat It》之後的第二首硬式搖滾歌曲，歌词讲述了一个顽固的追星族。 杰克逊邀請了了比利·爱多尔的吉他手史蒂夫·史蒂文斯为他伴奏。
《Dirty Diana》节奏中等，曲调为降b大调。

### 市場反應
乐评人对《Dirty Diana》评价不一，主要批評本歌歌词，但同时也有支持者表示这首歌曲比「Thriller裏容易被遗忘的歌」好。儘管如此，本歌在1988年於世界各地取得商业成功，在Billboard Hot 100中取得第一名的成绩，亦进入不少國家榜单的前十，包括英国、法国、意大利、新西兰。在杰克逊去世后，《Dirty Diana》因數位銷售重新進入排行，排名第五。
当初媒體曾報導这歌是為了杰克逊的密友戴安娜·罗斯而寫，然而杰克逊其后否认此推測。 在一場采访中，昆西琼斯承認这首歌是关于追星族的。杰克逊其後亦确认了这一說法，同时补充这首歌和黛安娜王妃没有任何关系，但王妃曾私下告诉杰克逊这首歌是她最喜欢的杰克逊的歌曲。

## 延伸閱讀
- Halstead, Craig; Cadman, Chris. . Authors OnLine. 2003. ISBN 978-0-7552-0091-7.
- Halstead, Craig; Cadman, Chris. . Authors OnLine. 2007. ISBN 978-0-7552-0267-6.
- Jones, Jel D. Lewis. . Amber Books Publishing. 2005. ISBN 978-0-9749779-0-4.